# Richard Barbieri
Richard Barbieri (Londres, 30 de novembro de 1957) é um tecladista britânico. Participou da banda Japan e do projeto JBK (com Steve Jansen e Mick Karn), gravando cinco álbuns com Jansen entre 1985 e 1996, incluindo o dos Dolphin Brothers. Pelos álbuns do Japan que gravou, Barbieri conquistou reputação como um inovador, utilizando o sintetizador de forma textural. Ele ainda é conhecido por usar suas habilidades de programação para criar sonoridades não convencionais que são distintamente suas. Atualmente, e desde 1993, ele toca com a banda Porcupine Tree.

## História

### 1957-1991: Nascimento, Japan,Worlds in a Small Room, The Dolphin Brothers e Rain Tree Crow,Stories Across Borders
Richard Barbieri nasceu em 1957, em Londres, e começou a tocar com dezesseis anos. Sua carreira musical com o Japan se inicia em 1976 e, entre 1978 e 1982, gravam cinco álbuns de estúdio, culminando com Tin Drum (1981), que ficou nas paradas do Reino Unido por um ano. Em 1982 eles eram uma das bandas mais bem sucedidas na Europa e na Ásia e, apesar da natureza cada vez mais experimental de sua música, se separaram no auge de sua popularidade após uma turnê mundial.
Com o fim do Japan, o primeiro lançamento de Barbieri foi sua colaboração com Steve Jansen no álbum Worlds in a Small Room, saindo em 1985 no Japão e em 1986 no Reino Unido. Juntos, montam o The Dolphin Brothers, lançando o álbum Catch the Fall, e dois singles, em 1987.[carece de fontes?]
Entre setembro de 1989 e abril de 1990, Barbieri grava em estúdios da Europa, junto com os antigos integrantes do Japan, o álbum Rain Tree Crow, lançado em 1991; se reunindo então com Steve Jansen para lançar Stories Across Borders no mesmo ano.[carece de fontes?]

### 1992-2015: JBK e Medium Productions, Porcupine Tree, Indigo Falls,Things BuriedeStranger Inside, Steve Hogarth,Lumen
Entre 1993 e 2001, Richard Barbieri participa da banda JBK (Jansen, Barbieri, Karn) com Steve Jansen e Mick Karn, lançando a Medium Productions Limited, seu próprio selo fonográfico; uma forma de lançar suas músicas em conjunto, assim como os lançamentos de outros artistas. Gravam os discos Beginning to Melt, Seed, _ISM e uma gravação ao vivo, Playing in a Room With People. Por este selo, Richard também lança, em 1995, o álbum Stone to Flesh e, em 1996, Other Worlds in a Small Room, ambos com Jansen; além de lançar Changing Hands, com Jansen e Nobukazu Takemura, em 1997. Outra colaboração é com sua esposa, Suzanne Barbieri, no álbum e banda Indigo Falls, deste mesmo ano.[carece de fontes?]
No início da Medium Productions, Barbieri grava Flame (1994), com Tim Bowness, pelo selo One Little Indian e com a ajuda de Karn e Jansen. Em 1993, ele se junta à banda de rock Porcupine Tree, gravando vários discos com eles. 2009 viu o lançamento de The Incident, álbum que alcançou toda a Europa e chegou ao número 23 nas paradas britânicas e 25 nas paradas da Billboard, EUA. A banda terminou sua turnê com shows no Radio City Music Hall, Nova Iorque, e The Royal Albert Hall, em Londres, em 2010. Lançam Octane Twisted em 2012.[carece de fontes?]
Barbieri é regularmente convidado a tocar com o The Bays, um grupo de improvisação eletrônica. Além de gravações e turnês, Richard escreve artigos sobre síntese analógica, para várias publicações, e projetos de som para software de música e fabricantes de sintetizador. Seu primeiro álbum solo, Things Buried, foi lançado em dezembro de 2004 pela Intact Records e, em 2007, pela Kscope. Um segundo álbum solo, Stranger Inside, foi lançado pela Kscope em 22 de setembro de 2008. Em fevereiro de 2012 um projeto, longamente elaborado, foi finalmente realizado, a colaboração com Steve Hogath, Not the Weapon but the Hand.[carece de fontes?]
Em dezembro de 2012, anuncia sua participação em três músicas do álbum Four Winds, de Radoslav Chrzan (RCH). Participa, em 27 de abril de 2013, de um dia de eventos e exibições para marcar o 20º aniversário do falecimento do guitarrista Mick Ronson e celebrando suas principais contribuições para a música e as obras de David Bowie, Lou Reed, Morrissey, Mott the Hoople e outros. Em fevereiro de 2015, uma gravação do único concerto, datado de 01 de novembro de 1996, de Steve Jansen e Richard Barbieri, já realizado até à data e com canções dos discos Stories Across Borders e Stone To Flesh, é liberada pela Kscope com o título Lumen, em vinil e com arte de capa por Carl Glover. Foram acompanhados, neste concerto, por Mick Karn e Steven Wilson. Em 21 de outubro de 2015 é lançada pela Kscope uma nova edição, remasterizada, do álbum Stone to Flesh, lançado originalmente em 1995 com Steve Jansen.[carece de fontes?]

### 2017:Planets + Persona,Variants.1
Em 03 de março de 2017 é lançado seu terceiro trabalho solo, Planets + Persona, pela Kscope.[carece de fontes?] O álbum começa claramente a partir de um molde semelhante ao de seus predecessores de ambient e eletrônica (Things Buried e Stranger Inside), porém com um elenco considerável adicionando texturas abrangentes, de baixo elétrico até kalimba e corá, em uma cama de percussão constante que muda de batidas para o transe hipnótico; contando com os músicos Lisen Rylander Löve, Luca Calabrese, Kjell Severinsson, Klas Assarsson, Christian Saggese, Grice Peters, Axel Croné e Percy Jones. A mesma gravadora relança seus dois primeiros discos solo em edição única. No final do mesmo ano, em 29 de setembro, é lançado o EP Variants.1 pela Orange Asylum Records.[carece de fontes?]

## Discografia

### Solo
- Things Buried (2004) - Intact Records / (2007) - Kscope
- Stranger Inside (2008) - Kscope
- Planets + Persona (2017) - Kscope
- Things Buried + Stranger Inside (2017) - Kscope - relançamento de seus dois primeiros álbuns.
- Variants.1 (2017) - Orange Asylum Records (EP)

### Com Steve Jansen
- Worlds in a Small Room - (1985) - Victor, Japão / (1986) - Pan East Records, UK
- "Shining" / "My Winter" - como The Dolphin Brothers (1987) - Virgin Records (single 7")
- Catch the Fall - como The Dolphin Brothers (1987) - Virgin Records
- "Second Sight" / "Host to the Holy" - como The Dolphin Brothers (1987) - Virgin Records (single 7")
- Stories Across Borders - (1991) - Venture
- Stone to Flesh - (1995) - Medium Productions Limited/ (2015) - Kscope
- Other Worlds in a Small Room - (1996) - Medium Productions Limited (contendo 4 músicas do álbum Worlds in a Small Room)
- Lumen - (2015) - Kscope (ao vivo)

### Com Steve Jansen e Mick Karn (JBK)
- Beginning to Melt - (1993) - Medium Productions Limited
- Seed - (1994) - Medium Productions Limited (EP)
- _ISM - (1999) - Medium Productions Limited
- Playing in a Room With People - (2001) - Medium Productions Limited (ao vivo)

### Com Steve Jansen e Nobukazu Takemura
- Changing Hands - (1997) - Medium Productions Limited

### Com Suzanne Barbieri (Indigo Falls)
- Indigo Falls - (1997) - Medium Productions Limited

### Com Tim Bowness
- Flame - (1994) - One Little Indian

### Com Steve Hogarth
- Not the Weapon but the Hand - (2012) - Kscope
- Arc Light - (2013) - Poison Apple (EP)

### Porcupine Tree
- Up the Downstair - (1993) - Delerium Records
- Spiral Circus - (1994) - Delerium Records (cassete)
- The Sky Moves Sideways - (1995) - Delerium Records
- Signify - (1996) - Delerium Records
- Coma Divine - (1997) - Delerium Records
- Metanoia - (1998) - Chromatic Records (2X vinil 10")
- Stupid Dream - (1999) - Kscope e Snapper Music
- Voyage 34: The Complete Trip - (2000) - Delerium Records
- Lightbulb Sun - (2000) - Kscope e Snapper Music
- Recordings - (2001) - Kscope
- Stars Die: The Delerium Years 1991-1997 - (2002) - Snapper Music
- In Absentia - (2002) - Lava-Atlantic
- XM - (2003) - Transmission Recordings / Lava (Atlantic)
- Warszawa - (2004) - Transmission Recordings
- Deadwing - (2005) - Lava (Atlantic)
- XMII - (2005) - Transmission Recordings / Lava (Atlantic)
- Fear of a Blank Planet - (2007) - Roadrunner Records
- Nil Recurring - (2007) - Transmission Recordings (EP)
- The Incident - (2009) - Roadrunner Records
- Octane Twisted - (2012) - Kscope

### Colaborações em álbuns de David Sylvian / Mick Karn
- Mick Karn, Titles - (1982) - Virgin Records (músicas "Tribal Dawn", "Lost Affections in a Room", "Saviour, Are You With Me?", "Trust Me", "Sensitive")
- David Sylvian, Brilliant Trees - (1984) - Virgin Records (músicas "Pulling Punches", "Weathered Wall")
- David Sylvian, Gone to Earth - (1986) - Virgin Records (músicas "Before the Bullfight", "Wave")
- Mick Karn, Bestial Cluster - (1993) - CMP Records (música "Bestial Cluster")
- Mick Karn, The Tooth Mother - (1995) - CMP Records (músicas "Thundergirl Mutation", "Feta Funk")
- Mick Karn, Each Path a Remix - (2002) - Medium Productions Limited (música "Angel's in the Asylum" - remix de Richard Barbieri)